# Палац Порчинських в Урвенній
Пала́ц Порчи́нських — колишній палацово-парковий комплекс, збудований на початку XIX століття у селі Урвенна Рівненського району Рівненської області. Є пам'яткою архітектури.

## Історія
Село Урвенна, що вперше згадується у XV столітті під назвою Урвяна, з XVI століття входило до володінь князів Острозьких. Наприкінці XVIII століття воно перейшло у власність польської родини Порчинських. На початку XIX століття власником маєтку став маршалок рівненського повіту Віталіс Порчинський. Будучи добрим господарем, він збудував у своєму маєтку палац та заклав навколо нього парк.
Будівництво палацу було завершено до 1827 року. Сучасник будівництва, польський поет Шимон Конопацький, описував його так: «Палацик в Урвенні прославився на всю околицю через свою милу архітектуру і внутрішню оздобу. Англійський парк, який його оточував, формував цілісність з палацом».
У 1879 році, після того як тодішні власники маєтку Омельчинські емігрували до Парижа, маєток було розділено між двома чеськими колоністами. Палац, імовірно, існував до Другої світової війни. У повоєнний час до палацу було зроблено добудову, а на місці парку звели нові будинки.

## Архітектура
Палац, збудований Віталісом Порчинським, являв собою двоповерхову споруду в стилі класицизм. По центру головного фасаду розміщувався чотириколонний портик. Колони іонічного ордеру на рівні другого поверху перетиналися балконом. Будівлю вінчав високий дах.
Перед головним фасадом було розбито англійський парк. В'їзд на територію здійснювався через арковий мурований місток. У першій половині XIX століття біля палацу було зведено ще один корпус.
Вигляд палацу зафіксований на малюнках художників Наполеона Орди та Генріха Пеєра.

## Сучасний стан
На сьогоднішній день головна будівля колишнього палацу використовується як житловий будинок. Другий корпус перебуває в занедбаному стані та руйнується. Палац розташований на території колишнього підприємства (за іншими даними — будинку інвалідів) і доступ до нього обмежений.

## Поруч розташовані
Неподалік від палацу, на перетині сіл Урвенна та Гільча, знаходяться руїни мурованого заїзду-корчми XIX століття. Ця будівля, що також є пам'яткою архітектури місцевого значення (охоронний номер 114-Рв), з 1824 по 1874 рік функціонувала як поштова станція на шляху Острог–Дубно. Тут зупинялися поет Шимон Конопацький, російський імператор Микола І, а у 1846 році міняв коней Тарас Шевченко. Після закриття поштової станції будівлю використовували як корчму, ресторацію, олійню, а за радянських часів — як клуб та сільську раду. З 1995 року споруда стоїть пусткою і перебуває в аварійному стані. У 2007 році її було продано приватному підприємству «Музей воєнних трофеїв і знахідок» з Києва з умовою реконструкції, однак відновлювальні роботи так і не розпочалися.